# Frederik Magnus van Erbach
Frederik Magnus van Erbach (Erbach 18 april 1575 – Reichenberg 26 maart 1618) was graaf van Erbach. Hij was de oudste zoon van graaf George III van Erbach en diens tweede vrouw Anna van Solms-Laubach. Na de dood van hun vader deelden Frederik Magnus en zijn broers het graafschap, waarbij hij Fürstenau, Reichenberg, Michelstadt en König verkreeg.

## Huwelijken en kinderen
Frederik Magnus was tweemaal gehuwd. Voor het eerst trouwde hij op 5 mei 1595 te Darmstadt met Christina van Hessen-Darmstadt (Darmstadt 25 november 1578 – Erbach 26 maart 1596), dochter van landgraaf George I van Hessen-Darmstadt. Dit huwelijk bleef kinderloos. Op 18 september 1597 huwde hij te Heidenheim 18 september 1597 met Johanna Henriëtte van Oettingen-Oettingen (Oettingen 28 augustus 1578 – Erbach 18 maart 1619), dochter van graaf Godfried van Oettingen-Oettingen. Uit dit huwelijk werden vijf kinderen geboren:
- George Godfried (12 oktober 1599 – 17 januari 1600)
- Frederik Otto (Erbach 27 februari – 23 april 1601)
- Anna Maria (Erbach 17 juni 1602 – januari 1603)
- Anna Maria (Michelstadt 5 juli 1603 – Wildenfels 5 maart 1663); ∞ (Erbach 1620) graaf Johan George II van Solms-Baruth (Laubach 19 november 1591 – Praag 4 februari 1632)
- George (Erbach 24 maart 1605 – Neuenstein 23 augustus 1609)

## Deling
Na de dood van Frederik Magnus deelden zijn broers het land opnieuw. Johan Casimir kreeg Fürstenau, Lodewijk I kreeg Michelstadt en König en George Albert kreeg Reichenberg. Na de dood van Lodewijk kwamen alle Erbachse erflanden weer onder één heerser.